# Benno Hollander
Benno Hollander   (Amsterdam, 8 de juny de 1853 - Londres, 27 de desembre de 1942) fou un violinista i compositor holandès.
Quan encara era només un infant aparegué a Londres en un concert. Reconegut el seu enginy, ingressà en el Conservatori de París on tingué entre d'altres professors a l'A. Massart i a C. Saint-Saëns, rebent també lliçons de H. Wieniawski, i també es va fer amic d'H. Berlioz.
Des dels 20 anys donà infinitat de concerts arreu d'Europa, i el 1887 fou nomenat professor de la Guildhall Music School. El 1903 fundà una orquestra amb el seu nom a Londres, que va dirigir durant molts anys.
Va compondre un septimí per a instruments d'arc i de vent, dos trios, dues sonates per a violi, la simfonia Roland, una simfonia Pastoral per a violí i orquestra, que estrenà Eugène Ysaÿe el 1900, l'òpera The last Days of Pompeii, i d'altres diverses obres per a orquestra, violí i cant.